# برندا بن‌ول
برندا بَن‌وِل (انگلیسی: Brenda Banwell؛ زادهٔ ۱۹۶۷) دانشمند و متخصص کانادایی علوم اعصاب است. وی رئیس بخش عصب‌شناسی و مدیر مشترک مرکز علوم عصبی در بیمارستان کودکان فیلادلفیا و استاد نورولوژی در این بیمارستان است. او همچنین کرسی استادی علوم عصبی گرِیس آر. لوئب را در اختیار دارد. علاوه بر این، او استاد پزشکی اطفال و نورولوژی در مدرسه پزشکی پرلمن در دانشگاه پنسیلوانیا است.
بَن‌وِل همچنین مدیر مشترک کلینیک بیماری‌های التهابی عصبی و ام‌اس اطفال در بیمارستان کودکان فیلادلفیا است. او مقالات زیادی در زمینه بیماری‌های دمیلینه‌کننده اطفال از جمله ام‌اس، سندرم دویک و بیماری آنتی‌بادی MOG منتشر کرده است. بَن‌وِل مدیر مشترک شبکه بیماری‌های دمیلینه‌کننده اطفال کانادا، رئیس گروه مطالعه بین‌المللی ام‌اس اطفال و رئیس هیئت بین‌المللی علمی و پزشکی فدراسیون بین‌المللی ام‌اس است. او همچنین در کمیته مشورتی بین‌المللی آزمایش‌های بالینی داروهای جدید برای ام‌اس عضویت دارد.
برندا بَن‌وِل عضو «آکادمی نورولوژی آمریکا» است و به عنوان معاون رئیس کمیته آکادمیک نورولوژی خدمت می‌کند. او همچنین در «کمیته اروپایی درمان و تحقیقات در ام‌اس» (ECTRIMS) فعال است و سخنرانی آموزشی سال ۲۰۲۲ در این کمیته را ارائه کرده است.

## زندگی اولیه و تحصیلات
برندا بَن‌وِل در وینیپگ، کانادا به دنیا آمد. او تحصیلات کارشناسی خود را در دانشگاه وسترن انتاریو انجام داد، و در همان‌جا برای اخذ مدرک پزشکی (MD) و تخصص در اطفال نیز ادامه تحصیل داد. او دوره تخصصی عصب‌شناسی اطفال خود را در بیمارستان کودکان ناخوش دانشگاه تورنتو گذراند، طی آن مدت رئیس دستیاران تخصصی بود. سپس برای گذراندن دوره فوق تخصص در بیماری‌های نوروموسکولار به مایو کلینیک رفت و به مدت دو سال در این رشته آموزش دید.

## حرفه و تحقیق
برندا بَن‌وِل در سال ۱۹۹۹ به عنوان استادیار به بیمارستان کودکان ناخوش دانشگاه تورنتو بازگشت. او در سال ۲۰۱۲ به استادتمام دانشگاه تورنتو تبدیل شد. در ژوئیه ۲۰۱۲، او به عنوان استادتمام نورولوژی و اطفال و رئیس بخش نورولوژی بیمارستان کودکان فیلادلفیا منصوب شد.

## پژوهش در زمینهٔ بیماری ام‌اس
بَن‌وِل در ابتدا قصد داشت در دانشگاه تورنتو بر بیماری‌های عصبی-ماهیچه‌ای در کودکان تمرکز کند. اما هنگامی که از یک پزشک بازنشسته پنج بیمار مبتلا به ام‌اس را برای ادامهٔ درمان دریافت کرد، تمرکزش به بیماری‌های دمیلینه‌کننده در کودکان تغییر کرد.
برای مطالعه بهتر یک بیماری نادر، بَن‌وِل در سال ۲۰۰۴ شبکه بیماری‌های دمیلینه‌کننده کودکان کانادا را ایجاد کرد، یک شبکه چند مرکزی که شامل تمامی مراکز بهداشتی و درمانی اطفال در کانادا می‌شود. این شبکه به بَن‌وِل و همکارانش کمک کرده است تا تشخیص، درمان و بیماری‌های همراه بیماری‌های دمیلینه‌کننده در کودکان را بهتر درک کنند.
تشخیص: بَن‌وِل نقش کلیدی در ارزیابی استفاده از معیارهای تشخیصی مک‌دونالد (McDonald criteria) برای تشخیص ام‌اس ایفا کرده است. این معیارها استانداردهایی برای تشخیص ام‌اس از طریق تعیین گسترش دمیلینه‌شدن دستگاه عصبی مرکزی در فضا و زمان هستند. او در سال‌های ۲۰۱۰ و ۲۰۱۷ جزو پزشکان اصلی در کارهای بین‌المللی به‌روزرسانی این معیارها برای بزرگسالان و کودکان بوده است.
درمان: با وجود اینکه در طول سه دهه گذشته داروهای متعددی برای درمان ام‌اس در دسترس قرار گرفته‌اند، آزمایش آن‌ها در کودکان به دلیل نادر بودن ام‌اس در کودکان و ملاحظات اخلاقی استفاده از دارونما چالش‌برانگیز بوده است. برای تسهیل و بهبود طراحی آزمایش‌های بالینی، بَن‌وِل گروه بین‌المللی تحقیقاتی ام‌اس اطفال را تأسیس کرد و اکنون ریاست آن را بر عهده دارد. این گروه باعث موفقیت آزمایش بالینی «پارادایمز» شد که ایمنی و اثر بخشی داروی فینگولیمود را در مقایسه با اینترفرون بتا-۱ای بررسی کرد و باعث تأیید فینگولیمود توسط سازمان غذا و دارو برای درمان ام‌اس در کودکان شد که اولین تأیید دارویی برای این بیماری در کودکان بود.
بیماری‌های همراه: کارهای بَن‌وِل نشان داده است که در حالی که کودکان ممکن است از لحاظ جسمی از حملات بیماری ام‌اس بهبودی یابند، اما ممکن است همچنان نقص‌های نوروسایکولوژیک در آزمایش‌ها مشخص شود، به‌ویژه در کودکانی که در سنین پایین‌تر به بیماری مبتلا می‌شوند. این آگاهی باعث تغییر در نحوه مشاوره و حمایت از خانواده‌ها هنگام تشخیص ام‌اس در کودکان شده است.

## التهاب حاد منتشره مغزی،سندرم دویکو بیماری آنتی‌بادی MOG
به دلیل اینکه بیماری‌های دمیلینه‌کننده در جمعیت کودکان ممکن است از یکدیگر به سختی تمایز یابند، بَن‌وِل تلاش کرده است تا راهنمایی‌های بالینی برای پزشکانی که در تلاش برای تمایز این بیماری‌ها هستند، تعریف و ارائه دهد.
در سال ۲۰۱۵، بَن‌وِل عضو پانل بین‌المللی تشخیص سندرم دویک (IPND) بود تا معیارهای تشخیص اجماعی بین‌المللی را برای آنچه که بعدها به نام اختلال طیفی سندرم دویک (NMO-SD) شناخته شد، توسعه دهد. او همچنین بر روی تعیین بهترین گزینه‌های درمان برای این طیف از بیماری در کودکان کار کرده است.
بیماری آنتی‌بادی MOG اولین بار در اوایل دهه ۲۰۰۰ به عنوان یک زیرگروه از موارد سندرم دویک با آنتی‌بادی‌هایی بر ضد گلیکوپروتئین اولیگوسیت مایلین (MOG) توصیف شد. بَن‌وِل و همکارانش برای مشخص کردن بیماری آنتی‌بادی MOG در کودکان تلاش کردند تا روش‌های تشخیص، گزینه‌های درمان و پیش‌آگهی این بیماری را تعیین کنند.